# Ernst Kusserow
Ernst August Rudolf Kusserow (* 29. Dezember 1903 in Berlin; † 1. Januar 1968 in Bonn) war ein Offizier und Flugzeugführer in der Luftwaffe der Wehrmacht und später der Luftwaffe der Bundeswehr. Er ging als Brigadegeneral in den Ruhestand.

## Leben
Kusserow, Sohn eines Oberst, wechselte 1924 von der Staatlichen Bildungsanstalt in Potsdam zur Reichswehr und ging zur Kavallerie. Ab 1. Juni 1931 nahm er, als einer von wenigen Reichswehrangehörigen, an geheimen Flugzeugführerlehrgängen in der Sowjetunion und in Italien teil. Am 1. Oktober 1935 wurde er als Hauptmann zur neu gegründeten Luftwaffe versetzt und ging in die Luftkriegsschule 2 nach Berlin-Gatow. Am 1. November 1935 schloss sich eine Generalstabsausbildung an der Luftkriegsschule 2 an, bevor er am 1. April 1937 Aufgaben im Stab des Höheren Flieger-Kommandeur IV in Münster übernahm. Danach, ab 20. April 1938, folgte eine Verwendung im Generalstab der Luftwaffe, nach der er am 29. September 1939 eine Stelle als Staffelkapitän im Lehrgeschwader 1 übernahm. Nachdem er am 1. November 1939 zum Major befördert wurde, übernahm er am 15. April 1940 die III. Gruppe des Kampfgeschwaders 4 als Gruppenkommandeur. Am 24. April wurde er mit seiner Heinkel He 111 P (Geschwaderkennung 5J+AT) über Norwegen abgeschossen und verwundet. Dort hatte er mit seiner Gruppe am Unternehmen Weserübung teilgenommen. Er geriet in norwegische Gefangenschaft, aus der er allerdings wenig später nach Beendigung der Kampfhandlungen wieder freikam. Danach befand er sich aufgrund seiner erlittenen Verletzungen in der Reserve des Reichsluftfahrtministerium und war ohne Verwendung. Am 1. Februar 1941 übernahm er das Amt eines Ersten Generalstabsoffiziers im Luftwaffen-Führungsstab. Dort wurde er am 1. März 1942 zum Oberstleutnant befördert und in die I. Abteilung des Generalstabes der Luftwaffe versetzt. Ab 25. August 1942 übernahm er zeitweise den Posten des Stabschefs des IV. Fliegerkorps. Dieses Fliegerkorps war zu dieser Zeit Teil der Luftflotte 4 im Südabschnitt der Ostfront. Am 1. März 1943 erfolgte die Beförderung zum Oberst, der sich am 5. März eine Versetzung zum Stabschef des II. Fliegerkorps anschloss, das als Teil der Luftflotte 2 im Mittelmeerraum lag. Ab 6. September 1943 folgten weitere Stabsposten im I. Jagdkorps, im Lehrstab Barsewisch und erneut im II. Fliegerkorps, die er aber jeweils nur kurz ausfüllte, bevor er am 1. Januar 1944 die Stelle des Stabschefs der Luftflotte 5 in Oslo, im besetzten Norwegen, antrat. Am 18. November 1944 übernahm er den Posten eines Stabschef der 1. Fallschirm-Armee an der Westfront, wo für ihn der Krieg endete. 
Am 2. Januar 1955 trat er in die Luftwaffe der Bundeswehr ein und war als Brigadegeneral von 1956 bis 1961 im Stab der Alliierten Luftstreitkräfte der NATO tätig. Vom 1. Juli 1961 bis zum 31. März 1963 war er Amtschef des Luftwaffenamtes in Köln. Danach wurde er in den Ruhestand versetzt.
Kusserow war verheiratet und hatte zwei Kinder.

## Auszeichnungen
- Eisernes Kreuz I. Klasse
- Verwundetenabzeichen in Schwarz